# Supercopa de Fiyi 2023
La Supercopa de Fiyi 2023 fue la 31.ª de la Supercopa de Fiyi. Se disputó el 4 y 11 de febrero.

## Participantes
|  |  | Rewa FC |  | Campeón de la Liga Nacional de Fútbol de Fiyi (2022)           |
|  |  | Suva FC |  | Campeón del Campeonato de Fútbol Interdistrital de Fiyi (2022) |

## Partidos

### Ida
| 4 de febrero de 2023 | Suva FC | Cancelado | Rewa FC | Estadio Nacional de Fiyi, Suva |  |
| 21:00                |         |           |         |                                |  |

### Vuelta
| 11 de febrero de 2023 | Rewa FC  | 1:2     | Suva FC                  | Ratu Cakobau Park, Nausori |  |
| 21:00                 | A. Zahid | Reporte | D. Radrigai · R. Tekiata |                            |  |

| Campeón Supercopa 2023 |
| ---------------------- |
|                        |
| Suva FC                |
| 1° Título              |